# Liga Premier de Ucrania 2018-19
La temporada 2018-19 fue la 28.ª edición de la Liga Premier de Ucrania, la máxima categoría del fútbol profesional en Ucrania desde su creación en 1992 tras la caída de la Unión Soviética. La temporada comenzó el 21 de julio de 2018 y contempló un receso de invierno desde el 8 de diciembre de 2018 hasta el 16 de febrero de 2019. La temporada finalizó el 25 de mayo de 2019.
El Shakhtar Donetsk vigente campeón retuvo su título obteniendo su duodécimo campeonato.

## Formato de competición
El Comité Ejecutivo mantuvo el mismo sistema de la temporada anterior. Se confirmó que el campeonato se juega en dos fases distintas, la primera fase va a utilizar un torneo todos contra todos de 22 fechas y la segunda fase se dividirán en dos grupos uno del 1 al 6 lugar que jugará por el título y los puestos para torneos europeas y el segundo grupo, compuesto por los equipos de 7.º lugar al 12, que jugarán para evitar el descenso. Los dos últimos equipos serán descendidos y serían reemplazados por el campeón y el subcampeón de la Primera Liga de Ucrania. Los puntos obtenidos en la primera etapa se acumulan en la segunda etapa

## Ascensos y descensos
La liga mantuvo su número de 12 clubes, tras los descensos de Zirka Kropyvnytskyi, Chernomorets Odesa Y Stal Kamianske, se sumaron para esta temporada el Arsenal Kiev campeón de la Primera Liga que vuelve a la máxima categoría después de cinco temporadas, y de los dos clubes vencedores en la promoción el FC Poltava y el Desna Chernígov, ambos debutantes en la máxima categoría ucraniana.
| Pos. | Descendidos de la Liga Premier de Ucrania 2017-18 |
| ---- | ------------------------------------------------- |
| 10.º | FC Zirka Kropyvnytskyi                            |
| 11.º | FC Chernomorets Odesa                             |
| 12.º | FC Stal Kamianske                                 |

| Pos. | Ascendidos de Primera Liga de Ucrania 2017-18 |
| ---- | --------------------------------------------- |
| 1.º  | FC Arsenal Kiev                               |
| 2.º  | FC Poltava                                    |
| 3.º  | FC Desna Chernihiv                            |

## Equipos participantes
| Club                | Ciudad             | Estadio                                          | Capacidad     |
| ------------------- | ------------------ | ------------------------------------------------ | ------------- |
| FC Dinamo de Kiev   | Kiev               | Estadio Olímpico de Kiev                         | 70,050        |
| FC Desná Chernígov  | Chernígov          | Estadio Chernígov                                | 12,060        |
| FC Karpaty Lviv     | Lviv               | Estadio Ukraina                                  | 28,000        |
| FC Mariupol         | Mariupol           | Estadio Volodymyr Boiko                          | 12,680        |
| FC Oleksandria      | Oleksandria        | CSC Nika Stadium                                 | 7,000         |
| FC Olimpik Donetsk  | Donetsk Kiev       | SK Olimpik Stadium (x) Estadio Lobanovsky Dynamo | 3,000 16,800  |
| FC Shakhtar Donetsk | Donetsk Járkov     | Donbass Arena (x) Estadio Metalist               | 51,504 40,000 |
| FC Vorskla Poltava  | Poltava            | Estadio Oleksiy Butovskyi                        | 25,000        |
| FC Zarya Lugansk    | Lugansk Zaporizhia | Estadio Avanhard Lugansk (x) Slavutych-Arena     | 22,288 12,000 |
| FC Lviv             | Lviv               | Arena Lviv                                       | 34,915        |
| FC Poltava          | Poltava            | Estadio Lokomotyv                                | 3,700         |
| Arsenal Kiev        | Kiev               | Estadio Bannikov                                 | 1,678         |

- (x) Estos equipos provienen de la zona en conflicto de la Guerra en el este de Ucrania y están jugando sus juegos en casa en diferentes ciudades.

### Personal y equipación
| Club             | Técnico                | Capitán             | Indumentaria |
| ---------------- | ---------------------- | ------------------- | ------------ |
| Arsenal-Kiev     | Serhiy Litovchenko     | Artem Starhorodskyi | Zeus         |
| Desna Chernígov  | Oleksandr Ryabokon     | Vadym Melnyk        | Nike         |
| Dynamo Kiev      | Alyaksandr Khatskevich | Viktor Tsyhankov    | New Balance  |
| Karpaty Lviv     | José Morais            | Artem Fedetskyi     | Joma         |
| FC Lviv          | Yuriy Bakalov          | Vacante             |              |
| FC Mariupol      | Oleksandr Babych       | Rustam Khudzhamov   | Nike         |
| FC Oleksandriya  | Volodymyr Sharan       | Andriy Zaporozhan   | Nike         |
| Olimpik Donetsk  | Roman Sanzhar          | Vacante             | Joma         |
| FC Poltava       | Anatoliy Bezsmertnyi   | Vladyslav Nasibulin | Joma         |
| Shakhtar Donetsk | Paulo Fonseca          | Taras Stepanenko    | Nike         |
| Vorskla Poltava  | Vasyl Sachko           | Volodymyr Chesnakov | Adidas       |
| Zorya Luhansk    | Yuriy Vernydub         | Oleksandr Karavayev | Nike         |

## Temporada regular

### Tabla de posiciones
| Pos. | Equipo             | Pts. | PJ | G  | E | P  | GF | GC | Dif. | Clasificación 2018–19    |
| ---- | ------------------ | ---- | -- | -- | - | -- | -- | -- | ---- | ------------------------ |
| 1    | Shakhtar Donetsk   | 57   | 22 | 18 | 3 | 1  | 52 | 9  | +43  | Ronda por el campeonato  |
| 2    | Dynamo Kiev        | 50   | 22 | 16 | 2 | 4  | 40 | 11 | +29  | Ronda por el campeonato  |
| 3    | Oleksandriya       | 41   | 22 | 12 | 5 | 5  | 31 | 19 | +12  | Ronda por el campeonato  |
| 4    | Zorya Luhansk      | 32   | 22 | 8  | 8 | 6  | 28 | 20 | +8   | Ronda por el campeonato  |
| 5    | Lviv               | 30   | 22 | 7  | 9 | 6  | 19 | 20 | −1   | Ronda por el campeonato  |
| 6    | Mariupol           | 30   | 22 | 8  | 6 | 8  | 24 | 33 | −9   | Ronda por el campeonato  |
| 7    | Vorskla Poltava    | 29   | 22 | 9  | 2 | 11 | 18 | 28 | −10  | Ronda por la permanencia |
| 8    | Desna Chernihiv    | 28   | 22 | 8  | 4 | 10 | 23 | 24 | −1   | Ronda por la permanencia |
| 9    | Karpaty Lviv       | 21   | 22 | 5  | 6 | 11 | 26 | 37 | −11  | Ronda por la permanencia |
| 10   | Olimpik Donetsk    | 20   | 22 | 4  | 8 | 10 | 25 | 33 | −8   | Ronda por la permanencia |
| 11   | Chornomorets Odesa | 16   | 22 | 4  | 4 | 14 | 12 | 34 | −22  | Ronda por la permanencia |
| 12   | Arsenal Kiev       | 12   | 22 | 3  | 3 | 16 | 12 | 42 | −30  | Ronda por la permanencia |

Actualizado a los partidos jugados el 17 de marzo de 2019.
 Fuente: Ukrainian Premier League, Soccerway
Criterios de clasificación: 1) Puntos; 2) puntos entre sí; 3) diferencia de goles; 4) Goles marcados.

### Resultados
| Local \ Visitante  | ARS | CHO | DES | DYN | KAR | LVI | MAR | OLK | OLD | SHA | VOR | ZOR |
| ------------------ | --- | --- | --- | --- | --- | --- | --- | --- | --- | --- | --- | --- |
| Arsenal Kiev       | —   | 1–1 | 0–2 | 0–1 | 1–1 | 0–2 | 1–2 | 0–3 | 1–3 | 0–3 | 2–2 | 0–5 |
| Chornomorets Odesa | 2–1 | —   | 1–0 | 1–1 | 0–5 | 0–1 | 0–1 | 0–3 | 2–1 | 0–1 | 0–1 | 0–3 |
| Desna Chernihiv    | 1–0 | 2–0 | —   | 1–2 | 2–2 | 0–1 | 2–0 | 0–2 | 0–1 | 0–2 | 0–2 | 0–2 |
| Dynamo Kiev        | 4–0 | 2–0 | 4–0 | —   | 0–2 | 0–1 | 4–0 | 1–0 | 1–0 | 1–0 | 1–0 | 5–0 |
| Karpaty Lviv       | 1–2 | 1–0 | 0–2 | 0–4 | —   | 0–1 | 1–1 | 0–2 | 2–2 | 1–6 | 0–1 | 0–1 |
| Lviv               | 1–0 | 0–1 | 1–3 | 0–1 | 1–1 | —   | 2–2 | 2–2 | 1–1 | 0–2 | 0–2 | 0–0 |
| Mariupol           | 1–0 | 0–0 | 1–4 | 0–2 | 1–1 | 2–2 | —   | 1–0 | 2–1 | 0–3 | 1–0 | 3–2 |
| Oleksandriya       | 1–0 | 3–2 | 1–1 | 2–1 | 2–1 | 1–2 | 1–1 | —   | 1–1 | 0–2 | 2–0 | 1–0 |
| Olimpik Donetsk    | 0–1 | 1–0 | 1–1 | 1–2 | 1–2 | 1–1 | 1–3 | 2–3 | —   | 2–5 | 1–0 | 1–1 |
| Shakhtar Donetsk   | 3–0 | 3–0 | 1–0 | 2–1 | 5–0 | 0–0 | 2–0 | 2–0 | 2–2 | —   | 4–1 | 1–1 |
| Vorskla Poltava    | 0–2 | 2–1 | 0–0 | 0–1 | 0–4 | 1–0 | 2–1 | 0–1 | 2–1 | 0–2 | —   | 2–1 |
| Zorya Luhansk      | 3–0 | 1–1 | 0–2 | 1–1 | 2–1 | 0–0 | 2–1 | 0–0 | 0–0 | 0–1 | 3–0 | —   |

## Grupo campeonato
| Pos. | Equipo           | Pts. | PJ | G  | E  | P  | GF | GC | Dif. | Clasificación 2019–20                  |
| ---- | ---------------- | ---- | -- | -- | -- | -- | -- | -- | ---- | -------------------------------------- |
| 1    | Shakhtar Donetsk | 83   | 32 | 26 | 5  | 1  | 73 | 11 | +62  | Fase de Grupos de la Liga de Campeones |
| 2    | Dynamo Kiev      | 72   | 32 | 22 | 6  | 4  | 54 | 0  | +54  | Tercera ronda de la Liga de Campeones  |
| 3    | Oleksandriya     | 49   | 32 | 14 | 7  | 11 | 39 | 34 | +5   | Fase Grupos ronda de la Liga Europea   |
| 4    | Mariupol         | 43   | 32 | 12 | 7  | 13 | 36 | 47 | −11  | Tercera ronda de la Liga Europea       |
| 5    | Zorya Luhansk    | 43   | 32 | 11 | 10 | 11 | 39 | 34 | +5   | Segunda ronda de la Liga Europea       |
| 6    | Lviv             | 34   | 32 | 8  | 10 | 14 | 25 | 40 | −15  |                                        |

Actualizado a los partidos jugados el 30 de mayo de 2019.
 Fuente: Ukrainian Premier League, UEFA, Soccerway
Criterios de clasificación: 1) Puntos; 2) diferencia gol; 3) goles marcados; 4) puntos entre si; 5) Sorteo.

### Resultados
| Local \ Visitante | DYN | LVI | MAR | OLK | SHA | ZOR |
| ----------------- | --- | --- | --- | --- | --- | --- |
| Dinamo Kiev       | —   | 2–1 | 2–1 | 1–1 | 0–0 | 1–1 |
| FC Lviv           | 0–1 | —   | 2–3 | 1–2 | 0–3 | 0–0 |
| FC Mariupol       | 0–1 | 2–0 | —   | 1–1 | 0–1 | 3–1 |
| FC Oleksandriya   | 0–2 | 0–1 | 2–1 | —   | 0–1 | 0–2 |
| Shakhtar Donetsk  | 1–1 | 5–0 | 4–0 | 2–1 | —   | 3–0 |
| Zorya Luhansk     | 2–3 | 2–1 | 0–1 | 3–1 | 0–1 | —   |

## Grupo descenso
| Pos. | Equipo                 | Pts. | PJ | G  | E  | P  | GF | GC | Dif. | Clasificación o descenso              |
| ---- | ---------------------- | ---- | -- | -- | -- | -- | -- | -- | ---- | ------------------------------------- |
| 7    | Vorskla Poltava        | 42   | 32 | 12 | 6  | 14 | 31 | 43 | −12  |                                       |
| 8    | Desna Chernígov        | 41   | 32 | 12 | 5  | 15 | 35 | 41 | −6   |                                       |
| 9    | Olimpik Donetsk        | 34   | 32 | 7  | 13 | 12 | 41 | 48 | −7   |                                       |
| 10   | Karpaty Lviv           | 33   | 32 | 8  | 9  | 15 | 44 | 53 | −9   | Playoffs de descenso                  |
| 11   | Chornomorets Odesa (D) | 31   | 32 | 8  | 7  | 17 | 31 | 49 | −18  | Playoffs de descenso                  |
| 12   | Arsenal Kiev (D)       | 26   | 32 | 7  | 5  | 20 | 26 | 56 | −30  | Descenso a la Primera Liga de Ucrania |

 Fuente: Ukrainian Premier League, UEFA, Soccerway
Criterios de clasificación: 1) Puntos; 2) diferencia gol; 3) goles marcados; 4) puntos entre sí; 5) Sorteo.

### Resultado ronda descenso
| Local \ Visitante  | ARS | CHO | DES | KAR | OLD | VOR |
| ------------------ | --- | --- | --- | --- | --- | --- |
| Arsenal Kiev       | —   | 3–3 | 2–0 | 2–3 | 1–1 | 1–0 |
| Chornomorets Odesa | 1–3 | —   | 3–0 | 3–1 | 1–1 | 1–2 |
| Desna Chernihiv    | 1–0 | 2–4 | —   | 2–1 | 2–1 | 0–1 |
| Karpaty Lviv       | 1–2 | 0–0 | 2–0 | —   | 3–3 | 4–0 |
| Olimpik Donetsk    | 2–0 | 2–1 | 0–2 | 3–2 | —   | 1–1 |
| Vorskla Poltava    | 2–0 | 1–2 | 3–3 | 1–1 | 2–2 | —   |

## Playoffs de descenso
Los equipos que se ubicaron 10.º y 11.º jugaron un partido de ida y vuelta con el segundo y tercer equipo de la Primera Liga de Ucrania 2018-19.
| Equipo 1           | Agr. | Equipo 2        | Ida | Vuelta |
| ------------------ | ---- | --------------- | --- | ------ |
| Chornomorets Odesa | 0–2  | Kolos Kovalivka | 0–0 | 0–2    |
| Karpaty Lviv       | 3–0  | Volyn Lutsk     | 0–0 | 3–0    |

- Kolos Kovalivka asciende a la Liga Premier 2019-20, Chornomorets Odesa pierde la categoría.
- Karpaty Lviv se mantiene en la máxima categoría.

## Estadísticas jugadores

### Goleadores
Fuente: UPL Archivado el 31 de diciembre de 2017 en Wayback Machine.
| Pos. | Jugador             | Club             | Goles |
| ---- | ------------------- | ---------------- | ----- |
| 1    | Júnior Moraes       | Shakhtar Donetsk | 19    |
| 2    | Viktor Tsyhankov    | Dynamo Kiev      | 18    |
| 3    | Maryan Shved        | Karpaty Lviv     | 14    |
| 4    | Yevhen Banada       | FC Oleksandriya  | 9     |
| 4    | Bruno               | FC Lviv          | 9     |
| 4    | Marlos              | Shakhtar Donetsk | 9     |
| 4    | Serhiy Vakulenko    | Arsenal Kiev     | 9     |
| 8    | Maksym Dehtyarev    | Olimpik Donetsk  | 8     |
| 8    | Oleksandr Zubkov    | FC Mariupol      | 8     |
| 8    | Oleksandr Karavayev | Zorya Luhansk    | 8     |
| 8    | Serhiy Myakushko    | Karpaty Lviv     | 8     |

### Asistencias
| Pos. | Jugador             | Club             | Asistencias |
| ---- | ------------------- | ---------------- | ----------- |
| 1    | Taison              | Shakhtar Donetsk | 12          |
| 2    | Viktor Tsyhankov    | Dynamo Kiev      | 11          |
| 3    | Ismaily             | Shakhtar Donetsk | 7           |
| 3    | Júnior Moraes       | Shakhtar Donetsk | 7           |
| 3    | Alan Patrick        | Shakhtar Donetsk | 7           |
| 6    | Oleksandr Karavayev | Zorya Luhansk    | 5           |
| 6    | Serhiy Myakushko    | Karpaty Lviv     | 5           |